# Cattedrali in Bulgaria
Questa è una lista delle cattedrali in Bulgaria.

## Cattedrali cattoliche
| Cattedrale                                                                | Arcidiocesi o Diocesi | Località | Dedicazione             | Immagine |
| ------------------------------------------------------------------------- | --------------------- | -------- | ----------------------- | -------- |
| Cattedrale di San Luigi dei Francesi katedrala Sveti Ludvig               | Sofia e Filippopoli   | Plovdiv  | San Luigi IX di Francia |          |
| Cattedrale di San Paolo della Croce Katedralen hram Sveti Pavel ot Krasta | Nicopoli              | Ruse     | San Paolo della Croce   |          |
| Concattedrale di San Giuseppe                                             | Sofia e Filippopoli   | Sofia    | San Giuseppe            |          |

## Cattedrali della Chiesa greco-cattolica bulgara
| Cattedrale                                            | Diocesi                                 | Città | Dedicazione | Immagine |
| ----------------------------------------------------- | --------------------------------------- | ----- | ----------- | -------- |
| Cattedrale della Dormizione della Beata Vergine Maria | Eparchia di San Giovanni XXIII di Sofia | Sofia | Dormizione  |          |

## Cattedrali ortodosse (Chiesa ortodossa bulgara)
| Cattedrale                                                            | Arcidiocesi o Diocesi | Località       | Dedicazione                             | Immagine |
| --------------------------------------------------------------------- | --------------------- | -------------- | --------------------------------------- | -------- |
| Cattedrale di Aleksandăr Nevski Hram-pametnik Sveti Aleksandăr Nevski | Sofia                 | Sofia          | Aleksandr Nevskij                       |          |
| Cattedrale di Santa Domenica Sveta Nedelya                            | Sofia                 | Sofia          | Domenica di Tropea                      |          |
| Cattedrale della Dormizione di Maria                                  | Varna e Veliki        | Varna          | Dormizione di Maria                     |          |
| Cattedrale di San Demetrio Sweti Dimitar                              | Vidin                 | Vidin          | Demetrio di Tessalonica                 |          |
| Cattedrale dei Santi Apostoli                                         | Vraca                 | Vraca          | Apostoli                                |          |
| Cattedrale della Santa Trinità Sweta troika                           | Pleven                | Pleven         | Santa Trinità                           |          |
| Cattedrale della Santa Trinità Sweta troika                           | Ruse                  | Ruse           | Santa Trinità                           |          |
| Cattedrale della Santa Trinità Sweta troika                           | Loveč                 | Loveč          | Santa Trinità                           |          |
| Cattedrale dei Santi Cirillo e Metodio                                | Loveč                 | Loveč          | Santi Cirillo e Metodio                 |          |
| Cattedrale dei Santi Cirillo e Metodio                                | Nevrokop              | Goce Delčev    | Santi Cirillo e Metodio                 |          |
| Cattedrale della Presentazione della Vergine Maria                    | Nevrokop              | Blagoevgrad    | Presentazione della Beata Vergine Maria |          |
| Cattedrale di Santa Marina Sweta Nedelja                              | Plovdiv               | Plovdiv        | Santa Marina                            |          |
| Cattedrale della Dormizione di Maria                                  | Plovdiv               | Plovdiv        | Dormizione di Maria                     |          |
| Cattedrale di San Demetrio Sweti Dimitar                              | Sliven                | Sliven         | Demetrio di Tessalonica                 |          |
| Cattedrale dei Santi Cirillo e Metodio                                | Sliven                | Burgas         | Santi Cirillo e Metodio                 |          |
| Cattedrale di San Demetrio Sweti Dimitar                              | Stara Zagora          | Stara Zagora   | Demetrio di Tessalonica                 |          |
| Cattedrale Natività di Maria                                          | Veliko Tărnovo        | Veliko Tărnovo | Natività della Beata Vergine Maria      |          |
| Cattedrale dei Santi Pietro e Paolo                                   | Dorostol              | Silistra       | San Pietro e San Paolo                  |          |